# Cérans-Foulletourte
Cérans-Foulletourte és un municipi francès situat al departament del Sarthe i a la regió de País del Loira. L'any 2007 tenia 3.077 habitants.

## Demografia

### Població
El 2007 la població de fet de Cérans-Foulletourte era de 3.077 persones. Hi havia 1.186 famílies de les quals 269 eren unipersonals (117 homes vivint sols i 152 dones vivint soles), 406 parelles sense fills, 437 parelles amb fills i 74 famílies monoparentals amb fills.
La població ha evolucionat segons el següent gràfic:
Habitants censats

### Habitatges
El 2007 hi havia 1.315 habitatges, 1.203 eren l'habitatge principal de la família, 52 eren segones residències i 60 estaven desocupats. 1.219 eren cases i 80 eren apartaments. Dels 1.203 habitatges principals, 915 estaven ocupats pels seus propietaris, 268 estaven llogats i ocupats pels llogaters i 19 estaven cedits a títol gratuït; 8 tenien una cambra, 62 en tenien dues, 184 en tenien tres, 319 en tenien quatre i 630 en tenien cinc o més. 931 habitatges disposaven pel capbaix d'una plaça de pàrquing. A 464 habitatges hi havia un automòbil i a 617 n'hi havia dos o més.

### Piràmide de població
La piràmide de població per edats i sexe el 2009 era:
| Homes | Edats   | Dones |
| ----- | ------- | ----- |
| 0     | 95 o +  | 0     |
| 4     | 90 a 94 | 0     |
| 12    | 85 a 89 | 36    |
| 8     | 80 a 84 | 28    |
| 28    | 75 a 79 | 40    |
| 56    | 70 a 74 | 68    |
| 44    | 65 a 69 | 72    |
| 64    | 60 a 64 | 32    |
| 76    | 55 a 59 | 48    |
| 100   | 50 a 54 | 112   |
| 132   | 45 a 49 | 88    |
| 68    | 40 a 44 | 96    |
| 80    | 35 a 39 | 60    |
| 72    | 30 a 34 | 92    |
| 84    | 25 a 29 | 100   |
| 52    | 20 a 24 | 48    |
| 104   | 15 a 19 | 60    |
| 104   | 10 a 14 | 76    |
| 56    | 5 a 9   | 88    |
| 72    | 0 a 4   | 64    |

## Economia
El 2007 la població en edat de treballar era de 1.960 persones, 1.457 eren actives i 503 eren inactives. De les 1.457 persones actives 1.355 estaven ocupades (726 homes i 629 dones) i 101 estaven aturades (32 homes i 69 dones). De les 503 persones inactives 222 estaven jubilades, 147 estaven estudiant i 134 estaven classificades com a «altres inactius».

### Ingressos
El 2009 a Cérans-Foulletourte hi havia 1.227 unitats fiscals que integraven 3.255,5 persones, la mediana anual d'ingressos fiscals per persona era de 17.333 €.

### Activitats econòmiques
Dels 110 establiments que hi havia el 2007, 1 era d'una empresa extractiva, 3 d'empreses alimentàries, 1 d'una empresa de fabricació de material elèctric, 5 d'empreses de fabricació d'altres productes industrials, 26 d'empreses de construcció, 21 d'empreses de comerç i reparació d'automòbils, 2 d'empreses de transport, 5 d'empreses d'hostatgeria i restauració, 7 d'empreses financeres, 1 d'una empresa immobiliària, 14 d'empreses de serveis, 11 d'entitats de l'administració pública i 13 d'empreses classificades com a «altres activitats de serveis».
Dels 45 establiments de servei als particulars que hi havia el 2009, 1 era una oficina d'administració d'Hisenda pública, 1 oficina de correu, 4 oficines bancàries, 2 funeràries, 4 tallers de reparació d'automòbils i de material agrícola, 1 taller d'inspecció tècnica de vehicles, 1 autoescola, 2 paletes, 2 guixaires pintors, 3 fusteries, 6 lampisteries, 4 electricistes, 1 empresa de construcció, 6 perruqueries, 3 restaurants, 1 agència immobiliària i 3 salons de bellesa.
Dels 9 establiments comercials que hi havia el 2009, 1 era un supermercat, 3 fleques, 1 una llibreria, 1 una sabateria, 1 una botiga d'electrodomèstics, 1 un drogueria i 1 una floristeria.
L'any 2000 a Cérans-Foulletourte hi havia 32 explotacions agrícoles que ocupaven un total de 1.386 hectàrees.

## Equipaments sanitaris i escolars
El 2009 hi havia 1 farmàcia i 1 ambulància.
El 2009 hi havia 1 escola maternal i 1 escola elemental. Cérans-Foulletourte disposava d'un col·legi d'educació secundària amb 226 alumnes.

## Poblacions més properes
El següent diagrama mostra les poblacions més properes.